# Dezhan
Dezhan (persiska: گيلان, دژن) är en ort i Iran.   Den ligger i provinsen Kurdistan, i den nordvästra delen av landet, 400 km väster om huvudstaden Teheran. Dezhan ligger 1 497 meter över havet och antalet invånare är 596.
Terrängen runt Dezhan är bergig åt nordväst, men åt sydost är den kuperad.Runt Dezhan är det ganska tätbefolkat, med 65 invånare per kvadratkilometer. Närmaste större samhälle är Sarchī, 19,5 km öster om Dezhan. Trakten runt Dezhan består i huvudsak av gräsmarker.